# Detlev G. Winter
Detlev G. Winter (* 23. September 1953 in Frankfurt am Main als Detlev Horn) ist ein deutscher Science-Fiction-Autor. Er war zu seiner aktiven Autorenzeit im Hauptberuf Standesbeamter.
In den 1970er-Jahren begann er mit dem Schreiben von Terra-Astra-Romanen. Es folgten Arbeiten für die Atlan-Heftserie. Er schrieb zwischen 1981 und 1985 für die Perry-Rhodan-Heftserie und gehört heute nicht mehr zu den aktiven Autoren.

## Werk

### Terra-Astra-Heftromane (1974–1979)
- 174: Meteor (1974)
- 264: Orbit (1976)
- 271: Mondnacht (1976)
- 326: Chaos über Nullarbor (1977)
- 332: Später als du denkst (1977)
- 346: Parafront (1978)
- 403: Und die Zeit steht still (1979)

### Atlan-Heftromane (1979–1981)
- 421: Symbiose der Verdammten (1979)
- 439: Treffpunkt Atlantis (1980)
- 452: Pfad der Titanen (1980)
- 465: Eine Handvoll Freiheit (1980)
- 474: Widerschein der Freiheit (1980)
- 485: Insel der Lotsen (1981)
- 505: Der Katzer (1981)
- 508: Die Schläfer (1981)
- 520: Das Gesetz der Erbauer (1981)

### Perry Rhodan Planetenromane (1980)
- 203: Rote Sonne über Rubin (1980)

### Perry-Rhodan-Heftromane (1982–1985)
- 1063: Ein Hauch von Leben (1982)
- 1077: Aura des Schreckens (1982)
- 1093: Testwelt Cheyraz (1982)
- 1103: Außenseiter der Armada (1982)
- 1134: Im Innern einer Sonne (1983)
- 1146: Angriff der Barbaren (1983)
- 1147: Die Spur zu Ordoban (1983)
- 1166: Weltraum in Flammen (1983)
- 1173: Computerwelten (1984)
- 1183: Zwischen Licht und Finsternis (1984)
- 1193: Gestern ist heute (1984)
- 1201: Kosmisches Mosaik (1984)
- 1223: Ordobans Erbe (1985)
- 1269: Ein Auftrag für die SOL (1985)